# Enduriment (metal·lúrgia)
Enduriment és qualsevol procediment mecànic, físic o químic aplicat en metal·lúrigia per incrementar la duresa d'un metal. Entre les mètodes hi ha:
- Enduriment per tremp[2]
- Enduriment per límit de gra.
- Enduriment per treball en fred, prodeciment molt ultilzat per endurir els metalls purs[3]
- Enduriment per solució sólida
- Enduriment per precipitació
- Enduriment superficial, tractament químic en un medi sòlid, gasòs o líquid, que manté la tenacitat del nucli del material.[3] Aquests tractaments no necessiten cap escalfament.[4]

Tots els procediments d'enduriment, excepte les transformacions martensítiques, introdueixen dislocacions o defectes en l'estructura cristal·lina que actuen com a barrera pels lliscaments.